# Myleus latus
Myleus latus är en fiskart som först beskrevs av Jardine, 1841.  Myleus latus ingår i släktet Myleus och familjen Characidae. Inga underarter finns listade i Catalogue of Life.